# Tipula (Kalatipula) skuseana
Tipula (Kalatipula) skuseana is een tweevleugelige uit de familie langpootmuggen (Tipulidae). De soort komt voor in het Oriëntaals gebied.